# René Creemers

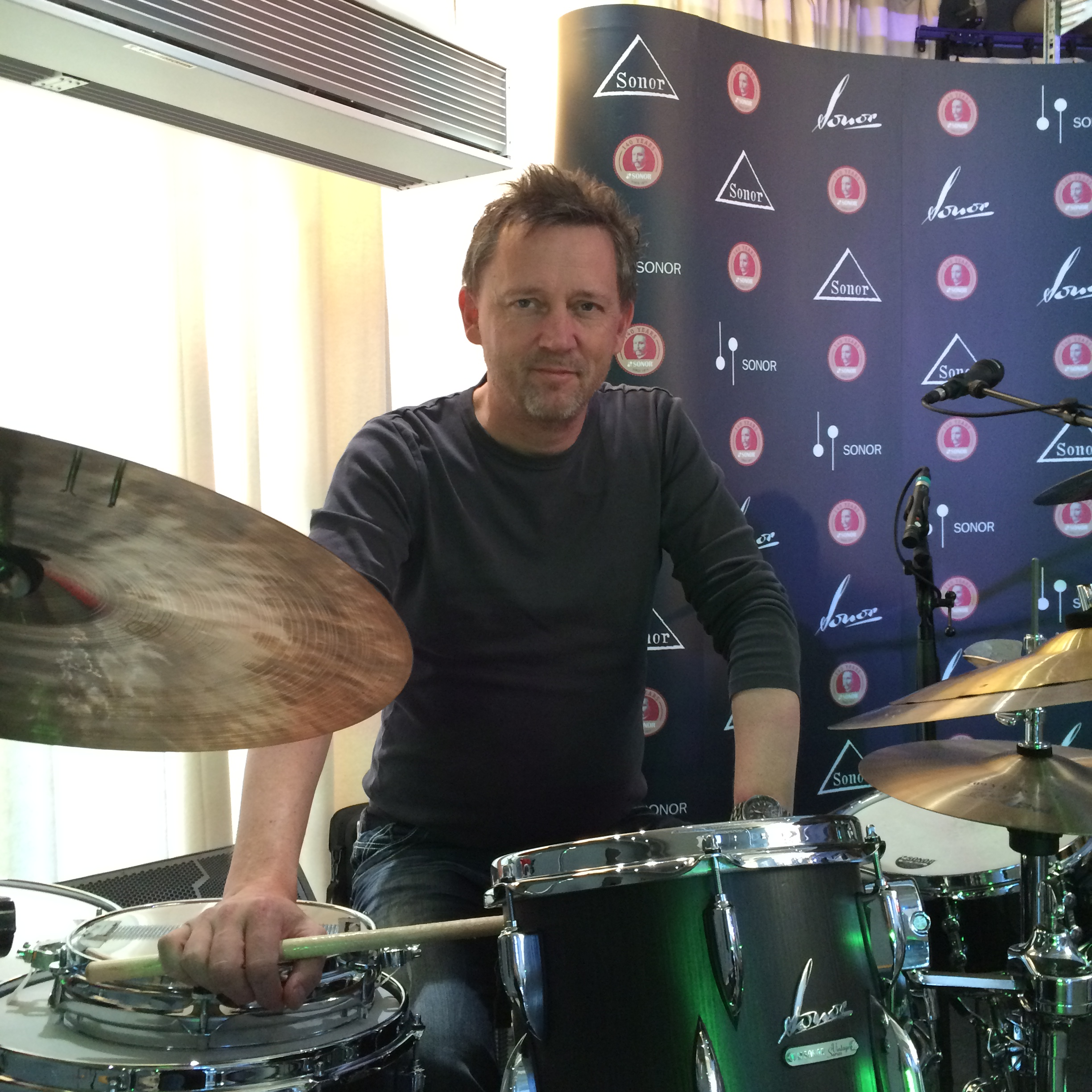
Rene Creemers (2015)

René Creemers (* 14. Januar 1959 in Nijmegen) ist ein niederländischer Rock-Pop-Schlagzeuger, Komponist und Autor. Creemers unterrichtet am Konservatorium von Arnheim, der Tilburg Rock Academy und dem Drummers Institute in Düsseldorf. Zusammen mit Wim de Vries bildete er das Duo Drumbassadors.

## Leben
Von 1977 und 1982 studierte Cremers am Konservatorium. Er wurde in dieser Zeit Mitglied der von Ton Engels und Cor Mutsers gegründeten Band Blowbeat, mit der er Tourneen durch Deutschland, die Schweiz und Österreich unternahm. 1985 erschien ihr erstes Album Hands Up!, 1989 folgte das Album Blowbeat, das vor allem in Deutschland Erfolg hatte.
Mit der Sängerin Margriet Eshuys unternahm er zwischen 1993 und 1996 drei Tourneen und nahm die Alben In the Wee Small Hours und Shadow Dancing auf. Im Jahr 1994 produzierte er das Video A Matter of Pride. 1997 nahm er mit dem Bassgitarristen Pieter Douma das Album PARaDOX auf. 1998 entstand das Album Break the Seal mit Marcel van de Beeten, Pieter Douma, Bert van den Brink und Robert Pijnenburg. Mit Martin Verdonk, Ben Gerritsen, Reno Steba und Maik Schott gründete er 1999 die Worldmusic-Gruppe Martin Verdonk’s Tribal Fusion. 2000 gründete er mit Wim de Vries das Duo Drumbassadors. Als Sideman wirkte er 1998 an Rich Wymans Album Where We Stand, 2003 an Denise Jannahs Album Different Colours mit.

## Rezensionen
„René Creemers zählt zu den Spitzenmusikern seiner Zunft und bewegt sich in Sachen Schlagzeug auf Weltklasse-Level.“

„René Creemers zählt als Schlagzeuger zu den absoluten Könnern seines Fachs.“

## Diskografie
- 1985: Hands Up ! (Vinyl-LP  mit  Blowbeat)[1]
- 1993: The Wee Small Hours (CD  Margriet Eshuys)
- 1996: Shadow Dancing  (CD  Margriet Eshuys)
- 1997: World Drum Festival 1997 (CD-Sampler)
- 1998: ParadoX mit Pieter Douma
- 2002: Drumbassadors, Volume 1
- 2003: Modern Drummer Festival
- 2010: One for the Money, but Two for the Show

## Werke
- Rene Creemers, Andy Gillmann: Drummers Inspiration. Kreative Konzepte für Grooves und Fill Ins. Schlagzeuglehrbuch mit CD. Leu-Verlag, Neusäß 1998, ISBN 3-928-82579-8.[2]